# 上盤松駅
上盤松駅（ウィッパンソンえき）は、大韓民国釜山広域市海雲台区にある釜山交通公社4号線の駅である。駅番号は412。

## 駅構造
島式ホーム1面2線の高架駅。フルスクリーンタイプのホームドアが設置されている。出入口は4箇所に設けられている。

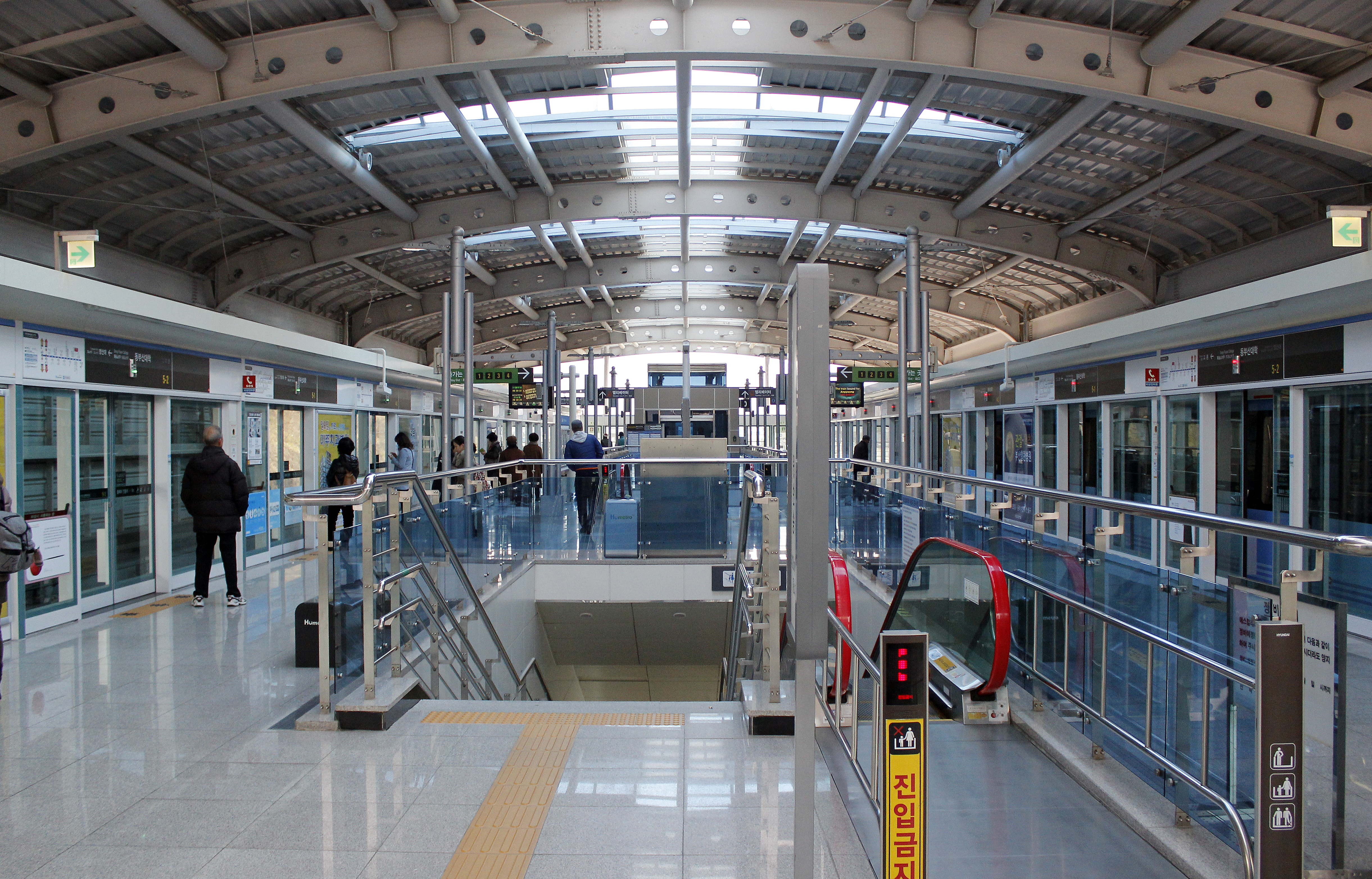
ホーム（2015年1月）

### のりば
| 上り | 4号線 | 美南方面 |
| 下り | 4号線 | 安平方面 |

## 歴史
開業時は東釜山大学駅であったが、駅名の元となった東釜山大学が2020年8月31日に閉学したことを受け、2021年に副駅名を駅名とする形で改名された。
- 2011年3月30日 - 東釜山大学駅として開業。当時は「上盤松」を副駅名としていた[2]。
- 2021年1月1日 - 上盤松駅に改称[1]。同時に副駅名「上盤松」を削除。

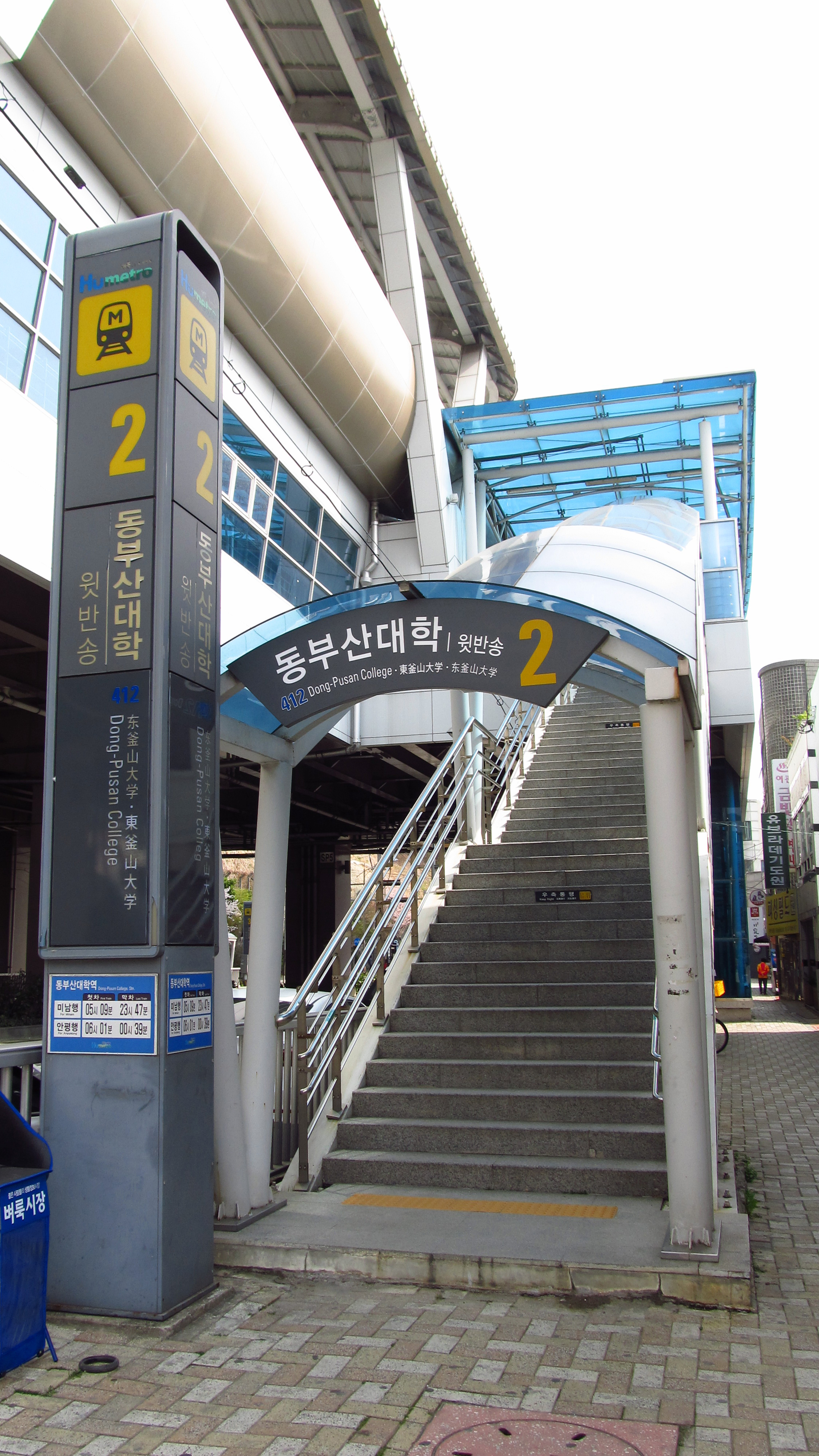
改称前の2番出入口（2018年4月）
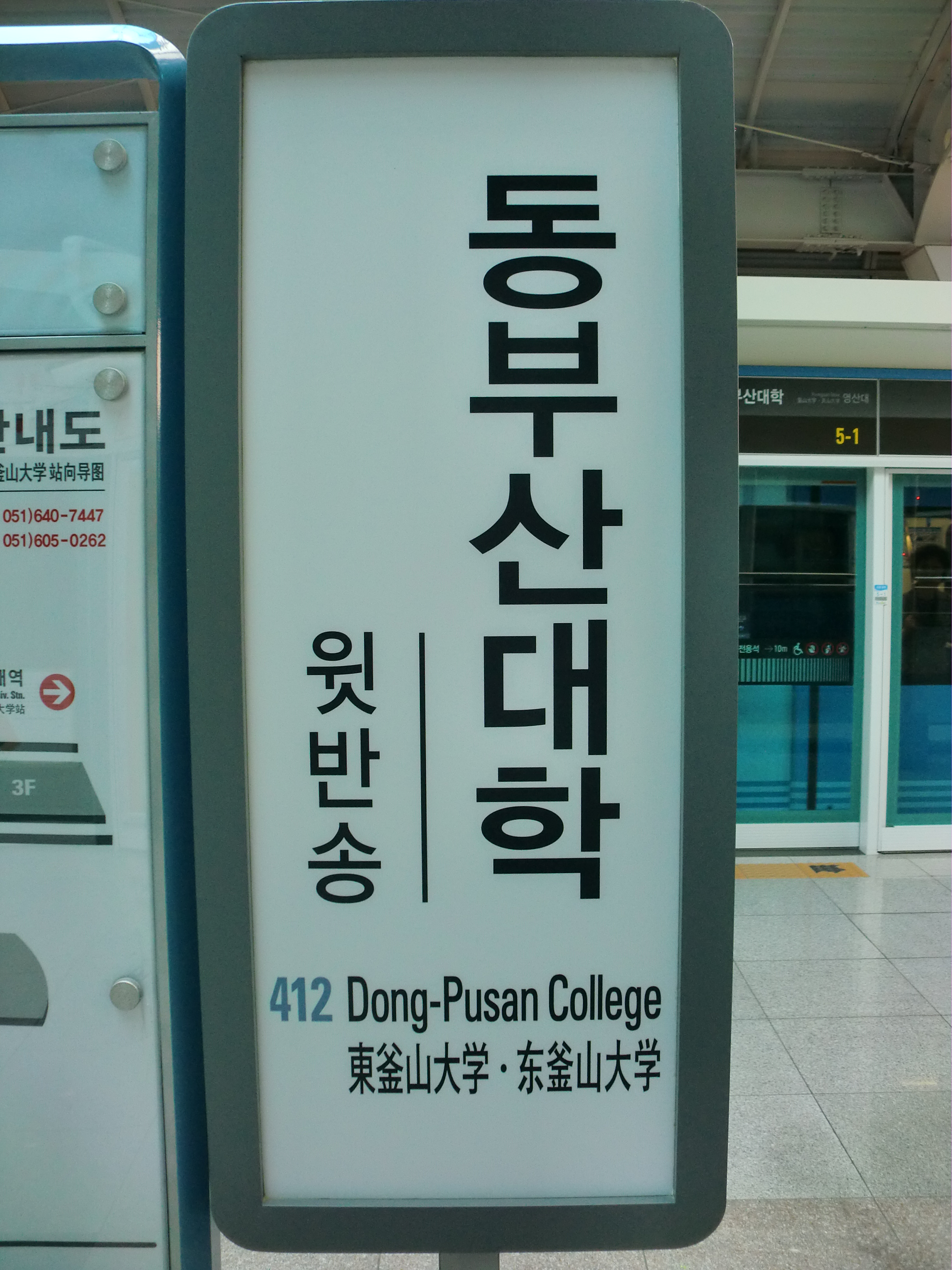
改称前の駅名標

## 駅周辺
- 盤松2洞行政福祉センター
- 盤松2洞郵便局
- 雲峰初等学校
- 松雲初等学校
- 雲松中学校
- 盤松女子中学校

## 隣の駅
釜山交通公社
 4号線
霊山大駅 (411) - 上盤松駅 (412) - 古村駅 (413)